# Palais Nariño
Pour les articles homonymes, voir Nariño (homonymie).
Le palais Nariño (en espagnol : Casa de Nariño ou Palacio de Nariño) est la résidence officielle du président de la République et le siège du gouvernement colombien. Il se situe dans le centre historique de Bogota.
Le palais a été bâti entre 1906 et 1908 sur la maison natale d'Antonio Nariño, l'un des héros de l'indépendance de la Colombie. Il a été dessiné par l'architecte français Gaston Lelarge et le colombien Julian Lombana.
Le palais a été inauguré le 20 juillet 1908 par le président Rafael Reyes. En 1979, le palais a été restauré. Dans le jardin, se trouve l'Observatoire astronomique national de Colombie, le plus ancien en Amérique et fondé par José Celestino Mutis en 1803.

## Histoire
La maison est située au milieu de la Première Rue de la Carrera. Cette propriété a été achetée par Vicente Nariño en 1754 pour 5 200 patacones. C'est là qu'il vit avec sa famille pendant près de 30 ans jusqu'à sa mort, moment où sa femme et ses enfants héritent de la maison, comme indiqué dans le testament de 1778.

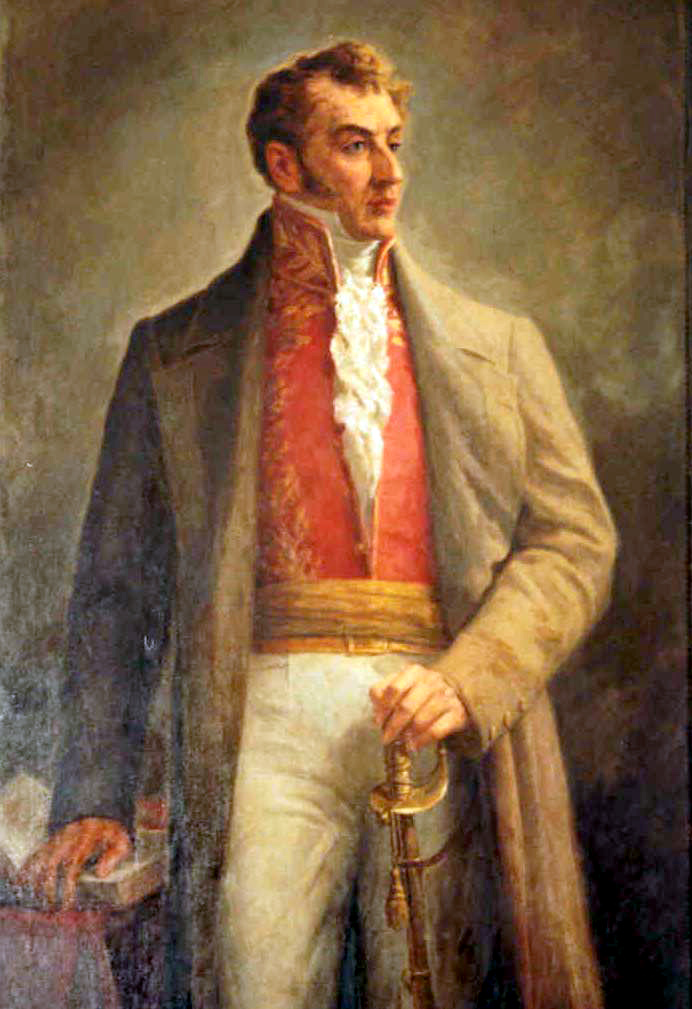
Portrait de Nariño dans le bureau présidentiel.

Le 9 avril 1765, Antonio Nariño, troisième enfant de la famille Nariño et Álvarez, naît dans cette maison. Par la suite, il deviendra un célèbre héros de la Guerre d'indépendance de la Colombie et traduira en espagnol la Déclaration des droits de l'homme et du citoyen écrite initialement en français. Après que la famille de Nariño ait habité la maison, la propriété est acquise par diverses personnes telles que la fille du directeur du palais de la Monnaie (La Casa de la Moneda), Juana Inés Prieto y Ricaurte.
Pour sa beauté, son histoire et la proximité du Capitole national de Colombie, le président Rafael Núñez ordonne à travers la loi 85 du 23 octobre 1885 l'achat de cette propriété afin de la transformer en palais présidentiel. À la fin des guerres civiles, la maison est occupée par le président de la République entre 1886 et 1892 avec les gouvernements de Rafael Núñez et de Carlos Holguín Mallarino. Plus tard, la maison est destinée au ministère de la Guerre, des Archives générales et à l'École de mathématiques de l'Université nationale de Colombie. Le 9 avril 1906, le général Rafael Reyes embauche l'architecte français Gaston Lelarge et le colombien Julián Lombana pour remodeler le bâtiment. Ils étendent ainsi la propriété à la Carrera Octava, restructurent l'intérieur sur deux étages, conçoivent des chambres spacieuses et améliorent lafaçade en sculptant et gravant la pierre. Les œuvres complètes de l'ornementation sont faites par le sculpteur suisse Luigi Ramelli. Le 20 juillet 1908, le siège du gouvernement est officiellement déplacé du palais San Carlos, où le président travaillait depuis 1828, vers le palais Nariño.
Sous l'ère de gouvernement d'Eduardo Santos, un troisième étage est construit et un héliport est aménagé sur le toit. Le siège du gouvernement reste dans le palais présidentiel jusqu'en 1954, année où le général Gustavo Rojas Pinilla ordonne le déménagement du ministère des Affaires étrangères et le retour de la présidence au palais San Carlos.

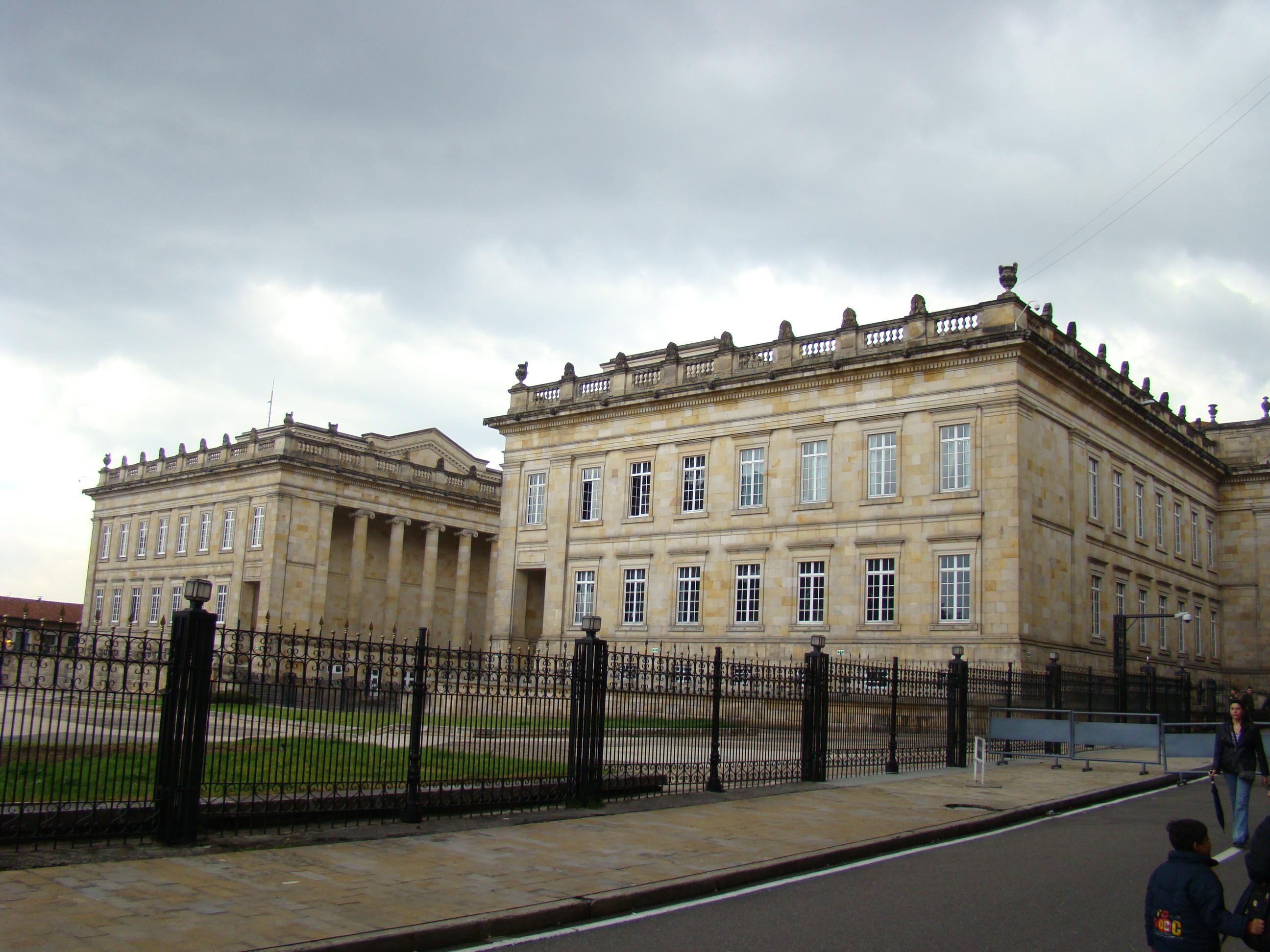
Façade arrière du palais.

En 1972, un remodelage de l'immeuble est proposé et effectué pendant la période du gouvernement d'Alfonso López Michelsen, entre 1974 et 1978. Durant ces travaux, la façade originale de la maison natale d'Antonio Nariño et sa structure interne sont conservées, mais le reste du bâtiment est renouvelée y compris les jardins extérieurs, l'Observatoire astronomique, la place des armes, le porche de style néoclassique et tous les constructions à l'ouest afin d'isoler le palais. Les travaux de restauration sont réalisés par l'architecte Fernando Alsina, le Chef des Travaux publics. Il doit démolir certaines propriétés annexes au palais telles que la maison de l'expédition botanique, le bâtiment administratif de la poste et la maison de Camilo Torres Tenorio, parmi d'autres.
Pendant ce temps, un certain nombre de bâtiments jouxtant le palais présidentiel sont déclarés monuments nationaux en Colombie tels que l'observatoire astronomique, le Capitole national, le palais Echeverri, l'église et le cloître Saint-Augustin, l'église de Santa Clara, le Colegio Mayor de San Bartolomé, la plaza de Bolívar et le district historique de la Candelaria. Lors de la prise de fonctions du président Julio César Turbay en 1979, la résidence d'État est de nouveau transférée au palais Nariño.

## Environnement
Le palais présidentiel est situé entre les carreras Séptima et Octava avec la septième rue, dans la Candelaria, le quartier historique de Bogotá. L'Église de Saint-Augustin et le bâtiment du ministère des Finances et du Crédit public sont situés sur le côté sud du palais, à l'endroit où se dressait le couvent de l'Ordre des Augustins et la statue d'Antonio José de Sucre. La calle Séptima actuelle au sud du palais Nariño rencontre la petite rivière Saint-Augustin entre les ponts de Saint-Augustin dans la carrera Séptima et El Giral, dans la carrera Octava, ponts qui reliaient la ville. Cette rivière fut canalisée en 1909, et couverte par la calle Séptima en 1979.
Avec l'extension de la rue, le monument de Sucre est déplacé sur la place d'Ayacucho, située sur le flanc oriental du palais Nariño.
Sur le côté est de la carrera Séptima, la Maison républicaine (ancien hôtel Impérial), la place d'Ayacucho et le bâtiment administratif du Secrétariat de la Présidence de la République et département administratif de la Présidence ont été construits. On trouve sur le côté ouest de la carrera Octava le Cloître de Saint-Augustin (siège Système de patrimoine et du Musées de l'Université nationale de Colombie) et la Vice-Présidence de la République; du côté de la carrera Octava se dresse le site sur lequel étaient situées les maisons Camilo Torres et de l'expédition botanique.
Vers le côté nord, face à la porte néoclassique extérieure, se trouvent la place des Armes et la place Rafael Núñez qui conduit directement vers le Capitole national de Colombie construit entre 1847 et 1926 et le siège du Congrès de la République.

## Description

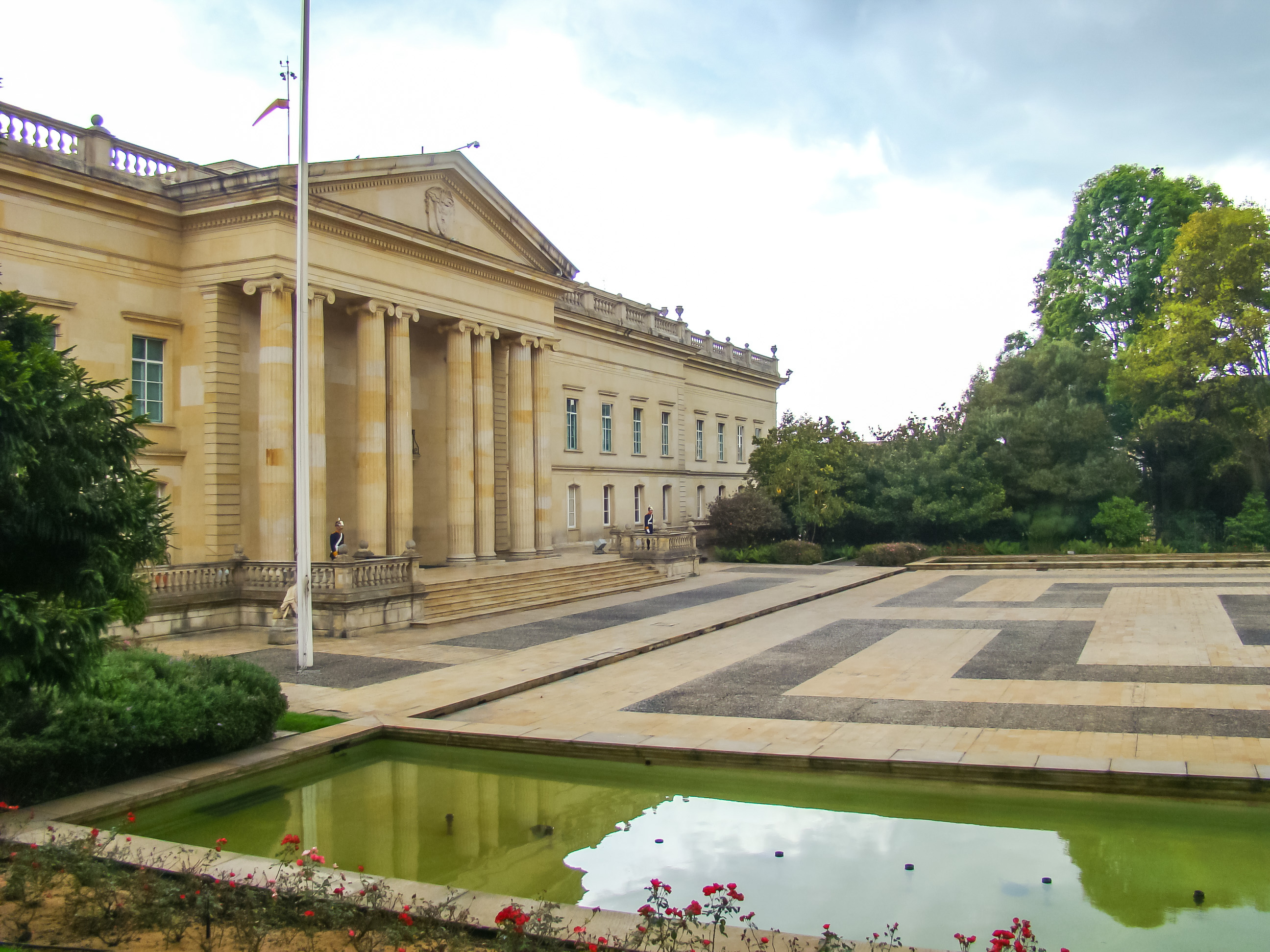
Place des armes du palais.

La place d'Armes, située du côté de la façade nord du palais, est le lieu où les plus grandes personnalités en visite dans le pays sont accueillies et reçoivent les honneurs militaires. Il y a deux sculptures sur le côté nord de la place : une réplique de la sculpture sur pierre anthropomorphe colombienne appelée « Le Dieu de la Mort », dont l'original se trouve dans le Parc archéologique de San Agustín, et une sculpture moderne réalisée par Edgar Negret appelée « Les vigilants », qui est dédiée à l'amour et des sentiments. Sur le côté est, la fontaine et le drapeau de la Colombie détachent.
L'observatoire astronomique, situé sur le côté ouest de la place d'Armes, a été conçu et construit par l'architecte capucin Domingo de Petrés entre le 24 mars 1802 et le 20 août 1803. Le premier directeur de cet édifice fut José Celestino Mutis. Cet observatoire, qui est le plus ancien en Amérique, a été le lieu de rencontre des dirigeants des premiers mouvements conspirateurs contre l'Empire espagnol qui ont planifié les déclarations d'indépendance de 1810. Dorénavant, il appartient à l'université nationale de Colombie.
La place d'Armes est le lieu quotidien de la traditionnelle relève de la garde du palais, responsable du bataillon d'infanterie no 37 (bataillon de la garde présidentielle). Le défilé militaire des membres du bataillon de la Garde présidentielle est l'un des événements qui intéressent le plus sur la place d'Armes du palais Nariño, car il intègre le bataillon entier. À l'extrémité nord de la place des armes, en face de la cour Rafael Núñez du Capitole national, se dresse une statue d'Antonio Nariño réalisée par le sculpteur français Henri-Léon Gréber en 1910 et déplacée relocalisée le 19 juillet 1980.

### Premier étage

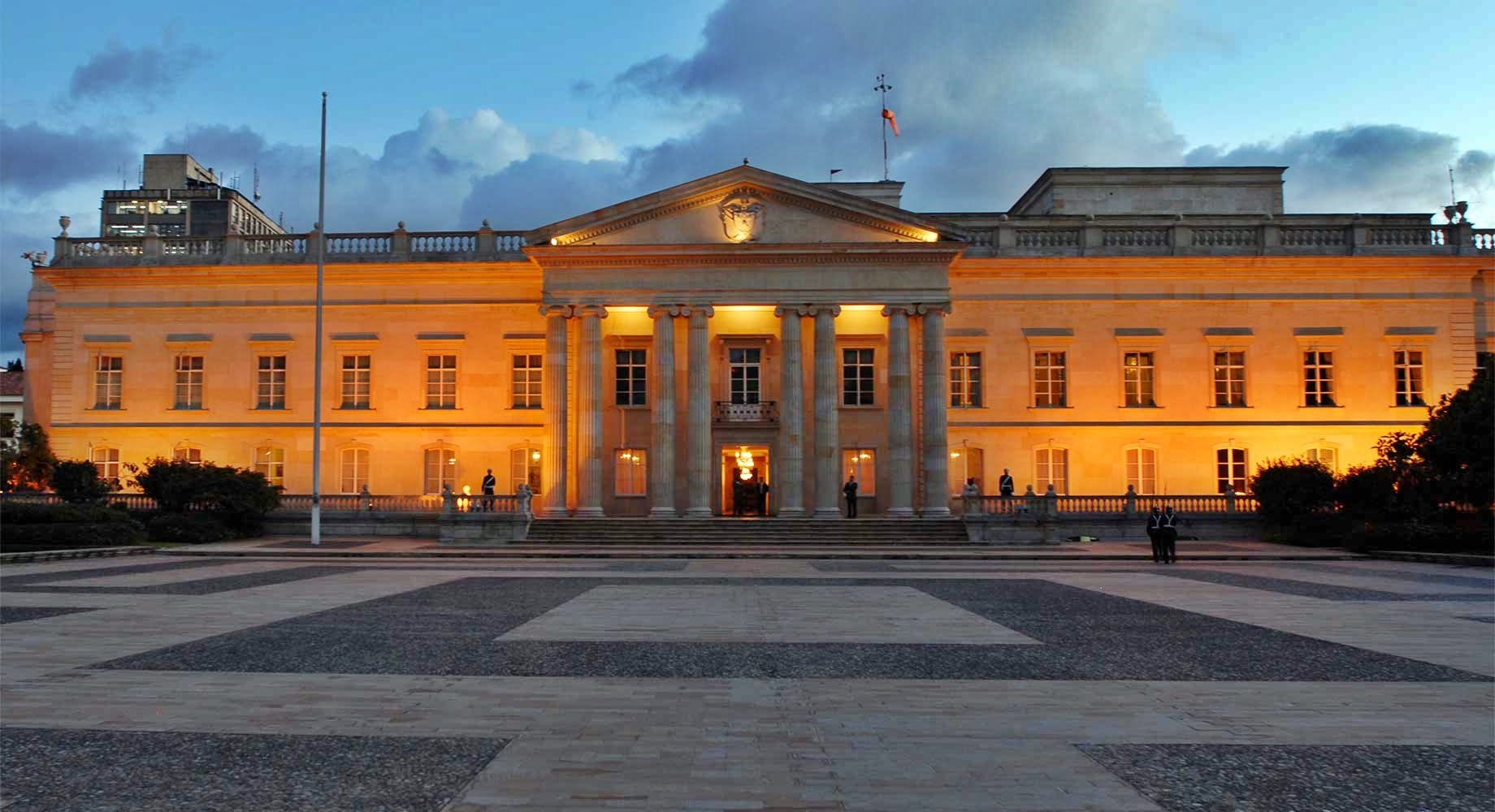
Le palais éclairé le soir.

Le point d'accès au palais est la Salle des drapeaux, où se trouvent les drapeaux des Forces armées de la Colombie dans l'ordre suivant : le drapeau de la Force aérienne colombienne, la Armée colombienne, la Marine colombienne, la Police nationale colombienne, avec au centre le drapeau du commandement central.
Les drapeaux de Carthagène des Indes, de l'État souverain de Cundinamarca, de l'Espagne, des Provinces-Unies de Nouvelle-Grenade, celui créé par Francisco de Miranda et le drapeau du 20 juillet (drapeau actuel de Bogota), font face aux drapeaux militaires.
Ensuite, se trouve la salle des cabinets ou des coffres, qui sert de salle d'attente pour les visiteurs. Les coffres de cette salle étaient la propriété de Simón Bolívar, dans lesquels il portait d'importants documents de guerre lors de ses voyages. On trouve également dans cette salle un tableau du Christ réalisé par Gregorio Vásquez de Arce y Ceballos.
Une autre particularité du palais est le salon Louis XV (ou salon de Carlos Holguin), nommé ainsi en raison de la peinture à l'huile de l'ancien président Carlos Holguín Mallarino qui s'y trouve. Une peinture à l'huile de l'ancien président, le général Rafael Reyes, est également exposée dans cette pièce. La finition qui ne conçoit pas les pointes et tous les ornements de cette chambre sont de style Louis XV. Une lampe en cristal de Murano avec du bronze incrusté est accrochée au plafond.
En quittant le salon Louis XV, on entre dans la cour des fiancés (Patio de los novios) dans laquelle entraient les voitures à l'époque de la construction originale. On y trouve toujours la source d'origine de la maison et une sculpture sur la façade d'Edgar Negret appelée Anudamiento. 25 portraits des présidents colombiens lors des 100 dernières années sont accrochés dans la galerie des portraits des présidents qui se trouve dans le couloir postérieur à la cour des fiancés. Au fond, les conférences de presse et les allocutions officielles du président se déroulent dans la salle de conférences. Le premier étage est complété par l'entrée menant sur la Carrera Séptima. Dans cette pièce, se trouve une sculpture romaine du dieu Sylvanus réalisée au IIe siècle et offerte par le gouvernement italien en 1956. Face à l'entrée, l'escalier menant au deuxième niveau de la maison et qui faisait partie du Palais de la Carrera est orné de deux petites sculptures en bronze qui représentent les guerriers maures Othello et Lemire.

### Deuxième étage
La montée des escaliers permet d'accéder à une antichambre où on peut observer une peinture du discours de Simón Bolívar à l'occasion de l'installation du Congrès d'Angostura, un œuvre de Tito Salas. De plus, sont également exposés à cet étage, un piano allemand qui appartenait à Manuela Sáenz, deux bustes en marbre représentant Simon Bolivar et Francisco de Paula Santander réalisés par Pietro Tenerani et une image de la Virgen del Carmen. Dans la chambre jaune, qui est face à l'escalier, les ambassadeurs d'autres pays et des diplomates présentent les lettres de créance au président. La chambre conserve le plancher d'origine constitué de bambous et a été décorée par Luigi Ramelli. Dans la Salle des Gobelins, il y a des tapisseries faites en France dans l'atelier des frères Gobelín.

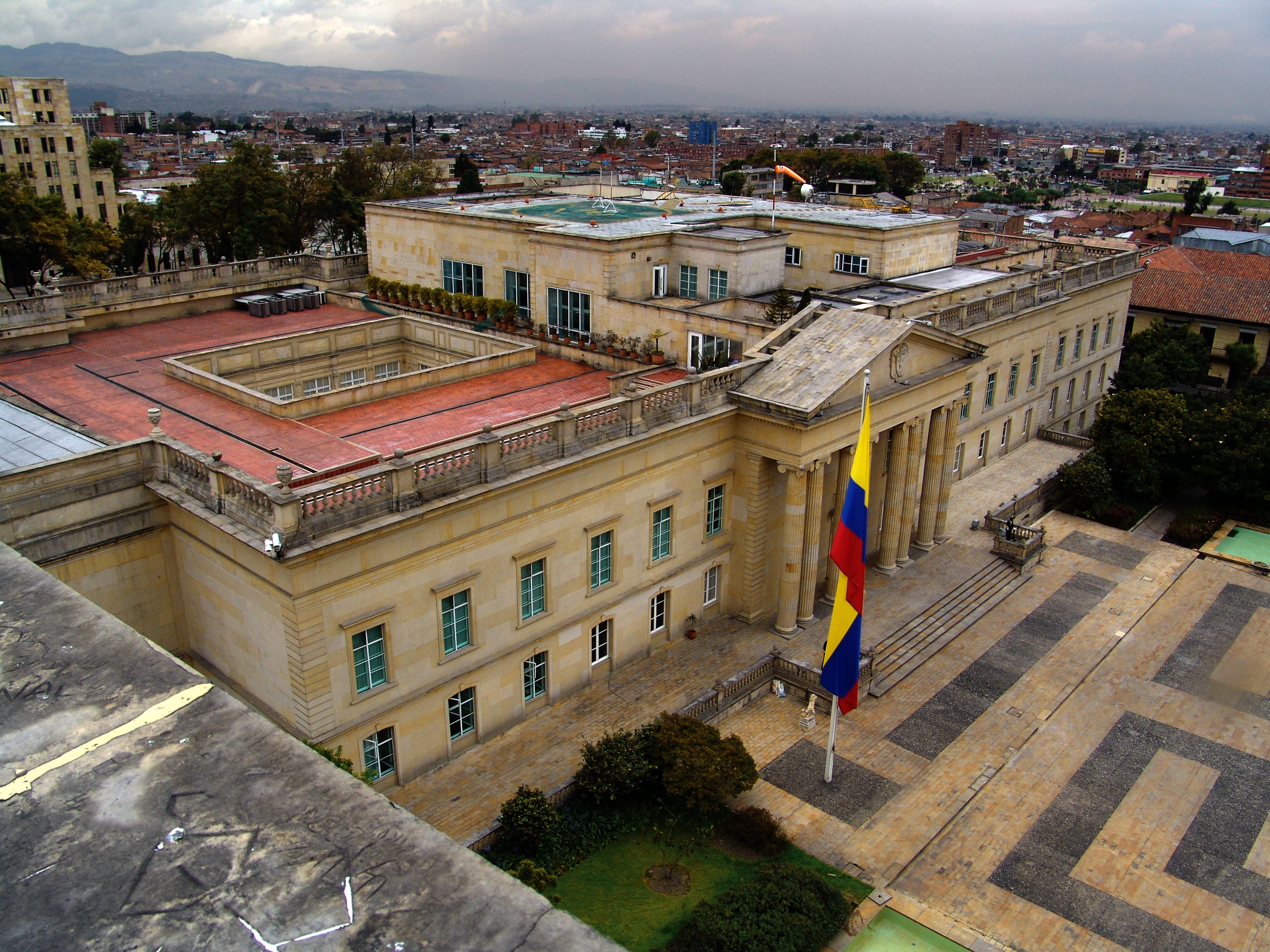
Côté nord du palais présidentiel.

Le salon du Conseil des Ministres est le lieu de rencontre du président avec ses ministres. Il est décoré avec la peinture Le Condor de Alejandro Obregón, avec des portraits de Camilo Torres, Jorge Tadeo Lozano, Domingo Caicedo et Joaquín Mosquera et avec le tableau La Constituante de Beatriz González. L'antichambre du Salon Protocolaire est décorée avec la peinture La Mère Supérieure (ou La religieuse) de Fernando Botero, le triptyque Glorification de Bolívar de Andrés Santamaría et Ángela cayendo d'Alejandro Obregón. Ensuite, dans le salon Protocolaire, le président reçoit ses invités de marques et prend possession des fonctionnaires du gouvernement. Cette pièce est décorée avec un drapeau de la Colombie fait en laine tissée de crins paysanne et de coton. Le bureau privé du président est décoré avec des portraits de Simón Bolívar, Francisco de Paula Santander et Antonio Nariño.
La salle à manger principale du palais Nariño est connue sous le nom de salon Bleu ou salon de la Patrie. Elle est décorée avec des peintures des grands paysages des différentes régions de Colombie réalisées par Antonio Barrera et avec des vases donnés par le gouvernement de la Chine. Le salon vice-royal, connexe au salon Bleu, est décoré avec le portrait du vice-roi espagnol Sebastián de Eslava qui a défendu Carthagène des Indes de l'invasion anglaise. Le vase, qui préside le Salon vice-royal, a un petit coléoptère sur sa base et est une pièce unique faite dans les ateliers de Meissen en Allemagne. La petite chapelle de ce salon, qui a été construite par ordre de Lorencita Villegas de Santos, est le lieu où le pape Jean-Paul II pria lors de sa visite en Colombie en 1986.
Le salon Bolívar ou salon Rouge est utilisé pour les réunions et célébrations spéciales. Il est décoré par un tableau à l'huile de Ricardo Acevedo Bernal représentant Simón Bolívar, Bolívar viviente (Bolivar vivant). La salle Émeraude est décorée dans le style Empire; on y trouve des miroirs convexes et une horloge du XIXe siècle qui fonctionne toujours.

## Défense

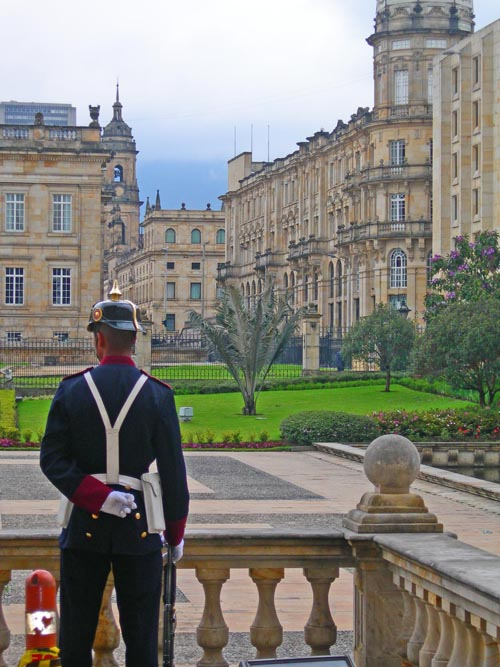
Garde présidentielle.

Le palais présidentiel est gardé par le 37e bataillon d'infanterie, le bataillon de la garde présidentielle de l'Armée colombienne, créé le 7 décembre 1927 par le décret du président Miguel Abadía Méndez. Le décret 367 de 1928 donne le nom actuel au Bataillon de la Garde présidentielle qui est mis en place par le lieutenant-colonel Roberto Perea Sanclemente le 16 août 1928. Avant la fondation de ce bataillon, la garde d'honneur du Libérateur Simon Bolivar avait été créée en 1814.
Le bataillon, qui fait partie de la cinquième division de l'Armée (treizième brigade), intègre 1 400 personnes : 29 officiers, 116 sous-officiers, 1 189 soldats et 66 civils. Il est subdivisé en un certain nombre de compagnies telles que l'infanterie de Cordova, la cavalerie de Rondon, l'artillerie de Ricaurte, les ingénieurs de Caldas, après les sages Francisco José de Caldas, la compagnie de Fergusson et enfin le peloton de soldats de la Maison militaire. Ses installations sont situées en face du bâtiment de Ministère des Finances et du Crédit public et du palais présidentiel. Sa devise est : « Défendre l'honneur jusqu'à la mort » (« En defensa del honor hasta la muerte »).
Des actions mémorables du bataillon de la garde présidentielle, comme la protection du palais présidentiel lors du Bogotazo le 9 avril 1948 et pendant le siège du palais de justice de Colombie le 6 novembre 1985, restent gravées dans les mémoires.
La résolution 3446 du 17 août 1955 a créé la médaille « Garde présidentielle » et le décret 1880 de 1988 réglemente la délivrance de cet honneur aux membres du Bataillon de la Garde présidentielle distingués pour leur fidélité, leurs services rendus et leur conduite irréprochable.